# Antonello da Messina
Antonello da Messina ili Antonio di Giovanni de Antonio (Messina, Italija, 1429. ili 1430. – Messina, Italija, veljača 1479.), talijanski renesansi slikar. 
Rođen je u Messini, radio u Veneciji i možda u Milanu. Studirao je u Napulju, gdje je učio na slikama flamanskih umjetnika. Njegove slike imale su velik utjecaj na kasnije generacije renesansnih i manirističkih umjetnika.